# Comté de Seminole (Oklahoma)
Pour les articles homonymes, voir Comté de Seminole.
Le comté de Seminole est un comté situé dans l'État de l'Oklahoma, aux États-Unis. Le siège du comté est Wewoka. Selon le recensement de 2000, sa population est de 24 894 habitants.

## Comtés adjacents
- Comté d'Okfuskee (nord-est)
- Comté de Hughes (est)
- Comté de Pontotoc (sud)
- Comté de Pottawatomie (ouest)

## Principales villes
- Bowlegs
- Cromwell
- Konawa
- Lima
- Sasakwa
- Seminole
- Wewoka